# Vloo
 Vloo est une agence de presse photographique française fondée à Paris en 1972 par Jean-Louis Staincq et Jean Dizier et fermée en 2006.

## Historique
L'agence Vloo, créée le 29 décembre 1972 par le duo Jean-Louis Staincq (Avesnelles, 20 juillet 1944 — Sauzon, 20 novembre 2003) et Jean Dizier (Neuilly-sur-Seine, 19 mars 1937 — Neuilly-sur-Seine, 8 octobre 2007), se spécialise principalement dans les années 1970 et au début des années 1980 dans la photographie de charme, puis s'oriente ensuite vers la photographie publicitaire. Son siège social est situé au 13, rue du Cherche-Midi à Paris. Elle ferme ses portes et cesse toute activité le 8 juin 2006.